# Liste der Bodendenkmale in Milmersdorf
In der Liste der Bodendenkmale in Milmersdorf  sind alle Bodendenkmale der brandenburgischen Gemeinde Milmersdorf und ihrer Ortsteile aufgelistet. Grundlage ist die Veröffentlichung der Landesdenkmalliste mit dem Stand vom 31. Dezember 2020.
Die Baudenkmale sind in der Liste der Baudenkmale in Milmersdorf aufgeführt.

## Bodendenkmale
| Gemarkung          | Flur | Kurzansprache              | Bodendenkmalnummer | Bemerkung | Bild |
| ------------------ | ---- | -------------------------- | ------------------ | --------- | ---- |
| Milmersdorf (Lage) | 2    | Hügelgräberfeld Bronzezeit | 140623             |           |      |